# Ключовка (Новосергієвський район)
Ключо́вка (рос. Ключёвка) — село у складі Новосергієвського району Оренбурзької області, Росія.

## Населення
Населення — 255 осіб (2010; 350 у 2002).
Національний склад (станом на 2002 рік):
- росіяни — 98 %